# Erica unicolor
Erica unicolor är en ljungväxtart. Erica unicolor ingår i släktet klockljungssläktet, och familjen ljungväxter.

## Underarter
Arten delas in i följande underarter:
- E. u. georgensis
- E. u. mutica
- E. u. unicolor